# Блекинге (провинция)
Блекинге (швед. Blekinge) — историческая провинция, расположенная на юге Швеции, в составе исторического региона Гёталанд.
Площадь — 2 941 км², население — 151 899 человек (2007).

## География
Блекинге граничит на севере со Смоландом, а на западе со Сконе. С востока и юга его омывают воды Балтийского моря. Границы провинции полностью совпадают с границами лена Блекинге.

## История

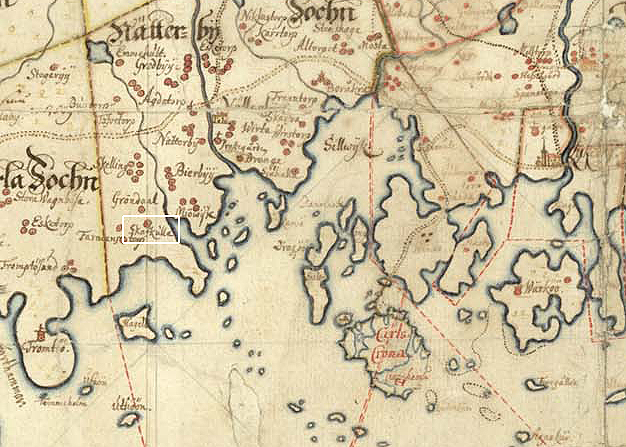
Блекинге в 1684 г.

В Блекинге обнаружены многочисленные стоянки человека, относящиеся к каменному веку. Большая их часть располагалась на побережье, линия которого в то время находилась на 5-10 м выше, нежели сейчас. Древние люди жили, занимаясь рыболовством и частично земледелием. Обнаруженные здесь находки относятся к культуре Эртебёлле (VI—V тыс. до н. э.), а также к культурам воронковидных кубков (IV—III тыс. до н. э.) и ямочно-гребенчатой керамики (IV—II тыс. до н. э.). На удалении от побережья археологами также найдены стоянки и захоронения, относящиеся к культуре боевых топоров, датируемой III тыс. до н. э.
Бронзовый век оставил в Блекинге свои следы в виде разбросанных по всей провинции каирнов. В позднем бронзовом веке их сменили урновые захоронения. На полуострове Турнхамнсландет обнаружены также наскальные рисунки.
Блекинге в письменных источниках в первый раз упоминается в IX в. в описании путешествия Вульфстана, в котором говорится, что Мёре, Эланд и Готланд принадлежали свеям. В то время не существовало организованной государственной власти, поэтому это сообщение стоит истолковывать в этнографическом, а не в политическом смысле, то есть как то, что жители Блекинге имели прочные связи со Смоландом.

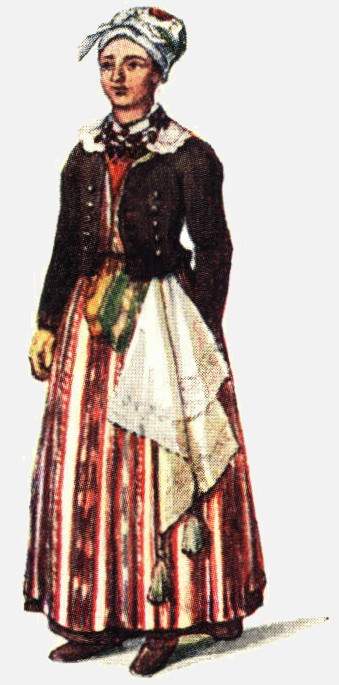
Жительница уезда Эстра в национальной одежде

Постоянная борьба, которую вели между собой Дания и Швеция, приводила к частым вторжениям на территорию Блекинге армий. В 1564 г. шведский король Эрик XIV уничтожил Роннебю, а полвека спустя Густав II Адольф сжёг недавно заложенный Кристианопель. В 1658 г. провинция по Роскилльскому миру отошла к Швеции, и была подчинена генерал-губернатору Сконе.
Тяжёлые налоги, установленные шведами, вызвали среди жителей Блекинге сопротивление, и во время войны за Сконе (1675—1678) они активно участвовали в партизанском движении снаппхане, боровшихся против шведского господства. Это привело к тому, что после войны Карл XI стал усиленно насаждать в провинции шведские порядки и язык.
В 1683 г. Блекинге было выделено в отдельную провинцию. Закладка в Карлскруне в 1680 г. базы военно-морского флота привела к экономическому подъёму региона. Одновременно Карлсхамн, основанный в 1664 г., стал играть роль, которая ранее принадлежала Роннебю, и сделался крупным морским и торговым центром.
Сельское хозяйство и скотоводство всегда было главными отраслями Блекинге. Другим важным ресурсом провинции являлся лиственный лес. Ещё в датское время началась вырубка бука, который шёл на экспорт и на производство поташа.
Широкомасштабное рыболовство в Блекинге берёт своё начало ещё в средневековье. Долгое время им занимались лишь жившие летом на побережье крестьяне, однако в XIX в. рост населения привёл к тому, что оно выделилось в отдельную отрасль.